# KylieX2008
KylieX2008 (znana również jako X2008) – dziesiąta trasa koncertowa australijskiej piosenkarki Kylie Minogue, tournée promuje 10 studyjny album artystki X (z 2007 roku).

## Wykonywane piosenki
Zwykle każdy koncert jest podzielony na siedem aktów.
Akt 1: Xlectro Static
- Speakerphone
- "Can't Get You Out of My Head" (Greg Kurstin Remix) (wraz z fragmentami z utworu "Boombox", niewydanej piosenki mającej się znaleźć na albumie Body Language)
- "Ruffle My Feathers" (nie wydana piosenka z albumu X)
- "In Your Eyes"

Akt 2: Cheer Squad
- "Heart Beat Rock" (zawiera elementy z Mickey)
- "Wow"
- "Shocked" (DNA Mix)

Akt 3: Xposed
- "Like a Drug"
- "Slow" (wraz z fragmentami z utworu "Free" z albumu Intimate and Live)
- "The One"
- "2 Hearts"

Akt 4: Black Versus White
- "On a Night Like This"
- "Kids"
- "Step Back in Time"
- "In My Arms"
- "Love at First Sight" (Ruff and Jam U.S. Remix)

Akt 5: Naughty Manga Girl
- "Sometime Samurai" (projekcja wideo)
- "Come into My World" (Fischerspooner Mix) (zawiera elementy z utworów Finer Feelings oraz Dreams)
- "Nu-di-ty"
- "Sensitized"

Akt 6: Starry Nights
- "Flower" (nie wydany utwór z albumu X)
- "I Believe in You" (Ballada)
- "Cosmic"

Akt 7: Beach Party
- "Loveboat" (zawiera elementy z The Love Boat Theme Song)
- "Copacabana" (przeróbka przeboju Barry Manilowa)
- "That's Why They Write Love Songs" (nie wydany utwór którego współautorem jest Steve Anderson)
- "Spinning Around" (zawiera elementy z Got to be Real)

Bis
- "No More Rain"
- "All I See" (wersja akustyczna)